# 貴堂寛之
貴堂 寛之（きどう ひろゆき、1977年〈昭和52年〉12月3日 - ）は、日本の俳優、タレント、キャスター。富山県出身。舞夢プロ所属。

## 出演

### テレビドラマ
2025年
- CX「119エマージェンシーコール」管制員 高原浩役レギュラー
- CX「人事の人見」第10話

2024年
- EX「マルス-ゼロの革命-」第4話 銀行員役
- TX「推しを召し上がれ～広報ガールのまろやかな日々～」第4話 乳酸菌役

2023年
- NHK 大河ドラマ「どうする家康」
- NHK 連続テレビ小説「らんまん」
- NHK BS時代劇「善人長屋」
- NTV「紅さすライフ」秘書役レギュラー

2022年
- NHK「恋せぬふたり」第３・８話 岡町拓巳役
- NHK 大河ドラマ「鎌倉殿の13人」
- NTV「ムチャブリ 私が社長になるなんて」第５話 取引先社員役
- 「真犯人フラグ」第１２話 キャスター役

2021年
- TBS 日曜劇場「TOKYO MER 走る緊急救命室」第3話　店主役
- NHK 大河ドラマ「青天を衝け」

2020年
- NHK「三浦部長、本日付で女性になります。」酔っ払い会社員Ａ 役
- NHK 大河ドラマ「麒麟がくる」
- TXドラマスペシャル「あまんじゃく 元外科医の殺し屋 最後の闘い」パーティー担当者役

2019年
- NHK ドラマ10「ミストレス」化粧品会社社員 役
- NTV「ボイス110緊急指令室」第8話・9話　警官 役

2018年
- NHK 大河ドラマ「西郷どん」

2017年
- NHK「４号警備」警備員 役(レギュラー)
- NHK ドラマ10「マチ工場のオンナ」第６話 銀行員 役
- NTV「ボク、運命の人です。」ウェルカム・ウォーター社社員 役(レギュラー)
- EX「棟居刑事の凶縁」鑑識官
- WOWOW 「プラージュ」第１話 面接官

2016年
- NHK 連続テレビ小説「とと姉ちゃん」第１回 編集部員

2014年
- NHK 連続テレビ小説「花子とアン」聡文堂社員

2013年
- NHK 大河ドラマ「八重の桜」会津藩士 / 新政府軍

2012年
- NHK 大河ドラマ「平清盛」第27回 蔵人

2008年
- CBC「キッパリ！！」塾講師 役

### 映画
2023年
- Netflix映画「ゾン100～ゾンビになるまでにしたい100のこと～」

2021年
- 加門幾生監督「189」 - 警官・新沼総一郎 役

2019年
- 三谷幸喜監督「記憶にございません！」 - 内閣総理大臣・秘書官補 役

2018年
- 瀧本智行監督「去年の冬、きみと別れ」 - 刑事 役

2017年
- 猪股隆一監督「LAST COP」 - 研究員 役
- 古澤健監督「Re Life」 - オフィス街の人 役

2010年
- 大同大学「更正師」

2005年
- 田崎竜太監督「小さき勇者たち～ガメラ～」

### CM
2021年
- ハインツ日本 「OreIda」～おうちで家族で篇/一度の油で篇～（2020年～）

2020年
- 花王「ヘルシア緑茶α」ヘルシア緑茶と一緒に、モニタリングヘルス！篇

2019年
- マクドナルド「わいわいパック」～登場篇～

2017年
- やよい軒「鍋定食」

2014年
- CCP「Ｍ.I.ホバーファルコン」(2013年～)

2012年
- Ｈ.Ｉ.Ｓ「スーパーバザール」

2012年～2010年
- リラクゼーションスパ アペゼ

2011年～2008年
- 名古屋鉄道

2010年
- 地デジ

2009年
- ＮＴＴｄｏｃｏｍｏ(info)

2009年～2008年
- ａｕ ｂｙ ＫＤＤＩ

2009年～2004年
- オンテック

2006年
- 大日本印章